# ミスターメン
『ミスターメン』（Mr. Men）は、イギリスの児童文学作家ロジャー・ハーグリーヴスによる絵本のシリーズ。1971年からイギリスで出版された。

## シリーズの概要と登場キャラクター
この絵本シリーズは、個性的なキャラクターが毎回登場する。これは円やそれに類する単純な図形の身体が単色で塗られ、そこに大きな顔と手足がついただけというシンプルなデザインである。それぞれが極端な性格や癖を備えている。そうした個性は各キャラクターの名前に端的に現れている。たとえばいつも体をあちこちにぶつけていて怪我が絶えないキャラクターはMr. Bump（ミスター・バンプ、ドジドジくん）であり、愚かなキャラクターにはMr. Silly（ミスター・シリー、はちゃめちゃくん）という名前がついている。最初に生まれたキャラクターはMr. Tickle（ミスター・ティックル、コチョコチョくん）である。

### リトルミス
ミスターメンシリーズに登場するキャラクターは、その名の通りすべて男の子であったが、1981年には女の子キャラクターによるリトルミス（Little Miss）シリーズも始まった。これは個性を表す名前にLittle Missの敬称がつく。たとえば悪戯好きのキャラクターにはLittle Miss Naughty（リトルミス・ノーティー、いたずらっこちゃん）という名前がある。最初に生まれたリトルミスのキャラクターはLittle Miss Bossy（リトルミス・ボッシー、いばりんぼちゃん）である。 
ミスターメンとリトルミスを両者をまとめてミスターメン&リトルミスと呼ぶこともある。

## 歴史
ミスターメン&リトルミスはイギリスでは国民的キャラクターとなっている。ミスターメン&リトルミスの絵本シリーズは世界15か国語以上に翻訳・世界30か国以上で発行され、累計発行部数は2億冊を超える。
企業や著名人とのコラボレーションにも積極的である。後者の例としては、ステラ・マッカートニーをモデルにしたLittle Miss Stella（リトルミス・ステラ）やMrs. GREEN APPLEをモデルにした「Mrs. GREEN APPLE」などがある。
ミスターメン&リトルミスの著作権は、ミスターメン社 (Mister Men Ltd.) の100%子会社であるTHOIP社が保有している。2011年12月6日、サンリオがイギリス子会社のサンリオグローバル (Sanrio Global Ltd.) を通じてミスターメン社の全株式を取得し、サンリオのグループ会社になった。

### イギリスでの誕生
ロンドンの広告代理店でクリエイティブ・ディレクターを勤めていたロジャー・ハーグリーブスが息子（アダム・ハーグリーブス）から「コチョコチョってどんな形をしているの?」と質問され最初のキャラクターであるMr. Tickleが誕生し、以後、人の感情や性格を形にするアイデアでキャラクターを次々と生み出していった。
1981年にはリトルミスのシリーズが加わり、BBCでテレビアニメ化されて一気に人気となった。
1988年のロジャー・ハーグリーブスの死去により息子のアダム・ハーグリーブスが制作を引き継いだ。
Little Miss Princess（リトルミス・プリンセス、プリンセスちゃん）を主人公とする絵本は、イギリスでウィリアム王子とキャサリン・ミドルトンの婚礼と同時期に発売され、話題になった。

### 日本での展開
1970年代に、評論社より、田村隆一や小野和子による原作絵本の日本語訳が20冊ほど出版された。
その後、1990年代には、日本国内でソニー・クリエイティブプロダクツが、「THE MR MEN STUDIO」の名称でキャラクター商品の販売を展開していた。
2007年、ソニー・クリエイティブプロダクツが日本国内における販売権（商品化権・再許諾権）を再び獲得し、キャラクター商品の販売を展開した。2011年8月8日、ソニー・クリエイティブプロダクツが、ミスターメン&リトルミスの世界観における日本オリジナルの新キャラクターとしてLittle Miss Cawaii（リトルミス・カワイイ、カワイイちゃん）を登場させると発表した。ただし、Little Miss Cawaiiを主人公とする絵本は2021年7月現在、出版されていない。
ミスターメン社がサンリオのグループ会社となった後の2012年、サンリオピューロランドのイベントにハッピーくん(Mr. Happy)、ニコニコちゃん(Little Miss Sunshine)、カワイイちゃん(Little Miss Cawaii)が登場した。
2013年7月、日本における商品化のマスターライセンス（出版を除く）がサンリオに移行。
2013年11月29日、YouTubeのサンリオ公式アカウントsanriojapanにて、「Mr. Men Little Miss」のアニメ配信を開始。
2014年10月17日、ポプラ社は『ミスターメン』の新作『LITTLE MISS HUG ハグちゃん』の日本語版を発売した。この絵本の主人公であるLittle Miss Hug（リトルミス・ハグ、ハグちゃん）はハローキティからリボンを貰ったという設定があり、キティと出会うまでのエピソードも収録されている。
2015年にはエビアンの日本限定のデザインボトルが発売されたほか、ユニクロとのコラボレーションTシャツも発売された。

## アニメ
『ミスターメン&リトルミス』は何度かアニメーションが製作されている。2015年、サンリオは、20世紀フォックス・アニメーションがミスターメンのアニメ映画を制作することを発表した。プロデューサーはショーン・レヴィが務める予定である。

### ミスターメンとリトルミス (NHK版)
イギリスのBBCで1974年12月31日から1978年まで『Mr.Men』というタイトルで放送されていたアニメ。1983年にはBBCで『Little Miss』を放送。日本では『ミスターメンとリトルミス』のタイトルでNHK教育の『おかあさんといっしょ』内で放送された。リトルミス回のナレーター（おはなし）および登場キャラクターは、全て谷育子、ミスターメン回の登場キャラクターは全て辻村真人が担当した。

### ミスター・メンとリトル・ミス (BS朝日版)
フランスのフランス3とイギリスのITV（CITV）でMr. Men and Little Missのタイトルで放送。日本では2000年12月4日から2001年2月13日までBS朝日のみんなゲンキ!?で放送された。

#### キャラクター
※このうち黄色いキャラクターの女の子を玉川砂記子が担当したことがある。
- おめかしちゃん - 不明
- ゆめゆめくん - 不明
- こまったちゃん - 不明
- おろおろくん - 不明
- いみなしくん - 不明
- きっちりくん - 不明
- マジックちゃん - 不明
- ヘルプちゃん - 不明
- ふくれっつらくん - 不明
- ちからもちくん - 不明
- もたもたくん - 不明
- くるりんちゃん - 不明
- はてなちゃん - 不明
- がんこちゃん - 不明
- ごちゃまぜちゃん - 不明
- にこちゃん - 不明
- ちびたくん - 不明
- ピョンくん - 不明
- きちんちゃん - 不明
- ガリガリくん - 不明
- はかせくん - 不明
- パクパクちゃん - 不明
- かんぺきくん - 不明
- ちょっかいくん - 不明
- ゆかいくん - 不明
- おちびちゃん - 不明
- ぐうたらくん - 不明
- よわむしくん - 不明
- のろちゃん - 不明
- もじもじちゃん - 不明
- しりたがりやくん - 不明
- いばるちゃん - 不明
- ハッピーくん - 不明
- おしゃべりくん - 不明
- ほうたいくん - 不明
- コチョコチョくん - 不明
- ちからもちくん - 不明
- くいしんぼうくん - 不明
- まぬけくん - 不明
- フラフラちゃん - 不明
- うっかりくん - 不明
- きれいちゃん - 不明
- ドジくん - 不明
- せっかちくん - 不明
- キラリちゃん - 不明
- クリーンちゃん - 不明
- げんきくん - 不明
- ケチケチくん - 不明

#### エピソード
| #  | エピソード                                | 原題                                              | 日本放送日     |
| -- | ----------------------------------------- | ------------------------------------------------- | -------------- |
| 1  | おめかしちゃんのおくりもの                | Little Miss Splendid's Gift                       | 2000年12月4日  |
| 2  | ゆめゆめくん ほしとはなしをする           | Mr. Daydream Talks to the Stars                   | 2000年12月5日  |
| 3  | こまったちゃんは とっても困ったちゃん     | Isn't Little Miss Trouble Kind..                  | 2000年12月6日  |
| 4  | メリー・クリスマス おろおろくん           | Happy Christmas Mr. Worry                         | 2000年12月7日  |
| 5  | いみなしくん つきへいく                   | Mr. Nonsense Rows To The Moon                     | 2000年12月8日  |
| 6  | きっちりくんの カンペキなお休み           |                                                   | 2000年12月11日 |
| 7  | マジックちゃんの ひとだすけ               | Little Miss Magic to the Rescue                   | 2000年12月12日 |
| 8  | ヘルプちゃんの おてつだい                 | What a Mess, Little Miss Helpful!                 | 2000年12月13日 |
| 9  | ふくれっつらくんがわらった!               |                                                   | 2000年12月14日 |
| 10 | ゆうきくんの おばけたいじ                 | Mr. Brave Goes Ghost Hunting                      | 2000年12月15日 |
| 11 | ちからもちくん サーカスのスターになる     | Mr. Strong: King of the Circus                    | 2000年12月18日 |
| 12 | もたもたくん クイズばんぐみにでる         | What a Question, Little Miss Curious!             | 2000年12月19日 |
| 13 | くるりんちゃんの ライバルとうじょう？     | A Rival for Little Miss Somersault                | 2000年12月20日 |
| 14 | しつもんのおおい はてなちゃん             |                                                   | 2000年12月21日 |
| 15 | がんこちゃんは がんこもの？               | Little Miss Stubborn Goes Right to the Bitter End | 2000年12月22日 |
| 16 | ごちゃまぜくん スケートへいく             |                                                   | 2000年12月25日 |
| 17 | にこちゃんは えがおをはこぶ               | Little Miss Sunshine Brings a Smile               | 2000年12月26日 |
| 18 | ちびたくんの大きなゆめ                    | Mr. Small's Big Dream                             | 2000年12月27日 |
| 19 | のんびりくんが せんとうにたった           |                                                   | 2000年12月28日 |
| 20 | ピョンくんのパラダイス                    |                                                   | 2000年12月29日 |
| 21 | きちんちゃんのへんてこな一日              |                                                   | 2001年1月1日   |
| 22 | ガリガリくんのだいぼうけん                |                                                   | 2001年1月2日   |
| 23 | はかせくんのたこあげ                      | Mr. Clever Flies His Kite                         | 2001年1月3日   |
| 24 | パクパクちゃんの ダイエット               |                                                   | 2001年1月4日   |
| 25 | かんぺきくんの一日                        | One day in the life of Mr. Perfect                | 2001年1月5日   |
| 26 | しかえしされた ちょっかいくん             |                                                   | 2001年1月8日   |
| 27 | サーカスをひらいたゆかいくん              |                                                   | 2001年1月9日   |
| 28 | おちびちゃんの わすれられないにちようび   | An unforgettable Sunday for Miss Tiny             | 2001年1月10日  |
| 29 | ラッキーちゃんのだいじなおともだち        | A Special Friend for Little Miss Lucky            | 2001年1月11日  |
| 30 | ねむれない ぐうたらくん                   |                                                   | 2001年1月12日  |
| 31 | よわむしくんがみせたゆうき                |                                                   | 2001年1月15日  |
| 32 | やっとまにあった のろちゃん               |                                                   | 2001年1月16日  |
| 33 | こんにちは もじもじちゃん                 |                                                   | 2001年1月17日  |
| 34 | しりたがりやくん なぞをかいけつ           |                                                   | 2001年1月18日  |
| 35 | いいかげんになさい いばるちゃん           |                                                   | 2001年1月19日  |
| 36 | ハッピーくんのしあわせな日                | A Very Happy Day for Mr. Happy                    | 2001年1月22日  |
| 37 | おしゃべりくんがしゃべれなくなった        |                                                   | 2001年1月23日  |
| 38 | ほうたいくん りょこうへいく               |                                                   | 2001年1月24日  |
| 39 | おてがらだね コチョコチョくん             |                                                   | 2001年1月25日  |
| 40 | たよりになります! ちからもちくん          |                                                   | 2001年1月26日  |
| 41 | くいしんぼうくんのおたのしみ              |                                                   | 2001年1月29日  |
| 42 | まぬけくんのちんはつめい                  |                                                   | 2001年1月30日  |
| 43 | フラフラちゃんはどっちをえらぶ？          |                                                   | 2001年1月31日  |
| 44 | うっかりくんのおかいもの                  |                                                   | 2001年2月1日   |
| 45 | きれいちゃんのあとかたづけ                |                                                   | 2001年2月2日   |
| 46 | ドジくん どっちがごしゅじん？             |                                                   | 2001年2月5日   |
| 47 | こまったちゃんとまほうのペンキ            |                                                   | 2001年2月6日   |
| 48 | いそげ せっかちくん あきがくるぞ          |                                                   | 2001年2月7日   |
| 49 | キラリちゃんのゆうかいさわぎ              |                                                   | 2001年2月8日   |
| 50 | クリーンちゃんのしみぬき                  |                                                   | 2001年2月9日   |
| 51 | げんきくんのひみつのぼうし                |                                                   | 2001年2月12日  |
| 52 | ケチケチくん さいこうのプレゼントをもらう |                                                   | 2001年2月13日  |

### MR.MENショー
2008年から2009年にかけて製作された、米英合同製作のアニメシリーズ。原作とは登場キャラクターの性格や容姿などが大きく異なり、スラップスティック・コメディが全面に押し出された作風となっている。アメリカや日本のカートゥーン ネットワークで放送された。

## ゲームとソフトウェア
- ミスターメンに関するソフトウェアのシリーズ（このシリーズの作品はすべてミラーソフトから発売された。対応機種はZX Spectrumであった）。
- 公式サイトのウェブブラウザ用ゲーム（内容はピンボールである。無料で遊べる）。

## サンリオキャラクター大賞の順位
『いちご新聞』の読者投票企画「サンリオキャラクター大賞」では「ミスターメン リトルミス」は2015年の第30回サンリオキャラクター大賞より初参戦され、第30回（2015年）の50位が歴代最高である。
2017年は、Mrs. GREEN APPLEとコラボした同名の「Mrs. GREEN APPLE」がコラボ部門にノミネートした（エントリー名義は「Mrs. GREEN APPLE×ミスターメン リトルミス」）。
2020年は、新型コロナウイルス感染症の世界的流行に伴うサンリオショップの臨時休業が相次ぎ、思うようにサンリオショップ店頭からの投票（チップde投票）が出来なかったため、サンリオキャラクター大賞終了後の6月12日から30日にかけて、スピンアウト企画の 「チップde投票リターンズ」がサンリオショップ各店舗で開催され、サンリオショップのひとつのハーモニーランドにおいての結果は「ミスターメン リトルミス」は78位タイであった（この回の票は、公式にはサンリオキャラクター大賞本戦の結果には反映されない）。
- 2015年サンリオキャラクター大賞50位（いちご新聞70位[26]）。
- 2016年サンリオキャラクター大賞74位（いちご新聞82位[27]） ／ なでる投票73位[28]。
- 2017年サンリオキャラクター大賞77位（いちご新聞67位[29]）。
- 2018年サンリオキャラクター大賞80位（いちご新聞86位[30]）。
- 2019年サンリオキャラクター大賞75位（いちご新聞77位タイ[31]）。
- 2020年サンリオキャラクター大賞75位（いちご新聞69位[32]）。

### Mr.Menショー関連
- Mr.MENショー公式ページ（カートゥーン ネットワーク）
- Roger Hargreaves : Mr Men and Little Miss（英語）
- Mr. Men Show official site（英語）
  - US Version（英語）
  - UK Version （英語）
  - French version （フランス語）
  - Australian version（英語）
- Renegade Animation official website
- The Mr. Men Show - IMDb（英語）